# 박영훈 (바둑 기사)
박영훈(朴永訓, 1985년 4월 1일~)은 대한민국의 바둑 기사로, 서울 강남구 출생이고, 본은 함양이다. 소신산이라는 닉네임으로도 유명했으며, 고교 동창 최철한, 원성진 등과 함께 《‘송아지 삼총사’》의 일원으로, 가장 먼저 국제기전에서 두각을 드러내었다.

## 주요 직계 가족 및 친척 관계
직계 가계: 아버지 박익호 부부의 자녀 1남 1녀 가운데 막내아들.
- 막내 친숙부(작은아버지): 박광호(朴光鎬, 1953년 2월 1일(72세)~) ... 라디오 및 텔레비전 제작PD 출신으로, SBS 컨텐츠 me 대표이사 사장 역임.

바둑 기사 박영훈의 막내 숙부 박광호는, 전직 KBS 한국방송공사 아나운서(1978. 12.~1991. 02.)를 지냈으며, 훗날 이직한 전직 SBS 서울방송 라디오 PD 및 텔레비전 제작 프로듀서(1991. 03.~2008. 12.)로, 만년에 SBS 컨텐츠 me 대표이사 사장 등을 지내고 난 이후 2012년 10월에 해당 임직에서 정년퇴임했다.

## 약력
1997년 3월, 만11세의 나이로 전국아마십강전에서 우승을 차지했는데, 이는 아마대회 최연소 우승 기록이다. 프로 아마 토너먼트 16강(월간 바둑 주최), 같은 해 8월 말 KBS,NHK,CCTV가 동양 3국 나라가 주최하는 <아시아3국 어린이바둑잔치>에서 한국대표로 참가했으며 같은 해 학초배에서 우승하여 1998년 삼성화재배 아마바둑오픈에서 우승, 같은 해 학초배 2연패를 달성하였고 연말 12월에는 아마국수전에서 준우승 1999년 10월에는 초대 국무총리배에서 우승, 이해 프로에 입단하여 최규병 九단 문하이다. 2001년 제6기 박카스배 천원전 우승을 시작으로 각종 대회에서 우승을 차지하였고, 2004년 후지쯔배에서 우승하여 최단 기간(입단 후 4년 7개월)만에 그리고 당시 최연소로 9단 승단했다.

## 국내 기전 성적
- 2000년 배달왕기전 본선
- 2001년 천원전 우승
- 2002년 제21기 KBS 바둑왕전 본선
- 2003년 제22기 KBS 바둑왕전 본선
- 2005년 제24기 KBS 바둑왕전 본선
- 2005년 물가정보배 우승
- 2005년 비씨카드배 신인왕전 우승
- 2005년 영남일보배 우승
- 2005년 기성전 우승
- 2006년 KBS 바둑왕전 본선
- 2006년 기성전 우승
- 2007년 기성전 우승
- 2007년 GS칼텍스배 우승
- 2008년 27기 KBS 바둑왕전 본선
- 2008년 기성전 우승
- 2008년 GS칼텍스배 우승
- 2008년 맥심커피배 우승
- 2009년 28기 KBS 바둑왕전 본선
- 2010년 명인전 우승
- 2011년 29기 KBS 바둑왕전 본선
- 2011년 맥심커피배 우승
- 2011년 명인전 우승

### 한국바둑리그 한 시즌 최고 승률
박영훈은 한국바둑리그 한 시즌 최고승률 기록 보유자이기도 하다. 박영훈은 2005년 한국바둑리그에서 포스트시즌 포함 9승 무패를 기록했다. 한 시즌 승률 100% 기록은 이것이 유일하다. 당시 2005년 박영훈은 신성건설 소속이었다.
그 뒤 2005 중국리그 우승팀인 상하이와 한국리그 우승팀인 신성건설이 맞붙은 이벤트전에서도  류스전, 창하오에게 승리하며 주장 11연승의 대업을 달성했다.

## 국제 기전 성적
| 대회       | 2002 | 2003   | 2004 | 2005 | 2006 | 2007   | 2008 | 2009 | 2010 | 2011 | 2012 | 2013 | 2014 | 2015   | 2016   | 2017   | 2018   | 2019 | 2020 |
| ---------- | ---- | ------ | ---- | ---- | ---- | ------ | ---- | ---- | ---- | ---- | ---- | ---- | ---- | ------ | ------ | ------ | ------ | ---- | ---- |
| 잉창치배   | -    | -      | ×    | -    | -    | -      | 8강  | -    | -    | -    | ×    | -    | -    | -      | 16강   | -      | -      | -    | ×    |
| 후지쯔배   | 8강  | 16강   | 우승 | 16강 | 8강  | 우승   | 8강  | 3위  | 8강  | ×    | 중지 | -    | -    | -      | -      | -      | -      | -    | -    |
| 삼성화재배 | 16강 | 준우승 | 8강  | 32강 | 16강 | 준우승 | 32강 | 8강  | 16강 | 8강  | ×    | 16강 | ×    | 16강   | ×      | 16강   | ×      | ×    | ×    |
| LG배       | 8강  | ×      | ×    | 16강 | 32강 | 32강   | 4강  | 4강  | 32강 | 16강 | ×    | 32강 | 4강  | 준우승 | 16강   | 32강   | 16강   | 32강 | ×    |
| 춘란배     | 24강 | -      | ×    | -    | 24강 | -      | ×    | -    | ×    | -    | ×    | -    | ×    | -      | 준우승 | -      | 준우승 | -    | 8강  |
| 도요타배   | 32강 | -      | ×    | -    | 4강  | -      | 16강 | 중지 | -    | -    | -    | -    | -    | -      | -      | -      | -      | -    | -    |
| BC카드배   | -    | -      | -    | -    | -    | -      | -    | 8강  | 8강  | ×    | 8강  | 중지 | -    | -      | -      | -      | -      | -    | -    |
| 바이링배   | -    | -      | -    | -    | -    | -      | -    | -    | -    | -    | 64강 | -    | ×    | -      | 32강   | -      | ×      | -    | 중지 |
| 몽백합배   | -    | -      | -    | -    | -    | -      | -    | -    | -    | -    | -    | ×    | -    | 4강    | -      | 준우승 | -      | 16강 | -    |
| 신아오배   | -    | -      | -    | -    | -    | -      | -    | -    | -    | -    | -    | -    | -    | -      | ×      | -      | 중지   | -    | -    |
| 천부배     | -    | -      | -    | -    | -    | -      | -    | -    | -    | -    | -    | -    | -    | -      | -      | -      | ×      | -    | 중지 |
| 중환배     | -    | -      | 우승 | 16강 | -    | 4강    | 중지 | -    | -    | -    | -    | -    | -    | -      | -      | -      | -      | -    | -    |
| TV아시아   | ×    | ×      | ×    | ×    | ×    | ×      | ×    | ×    | ×    | ×    | ×    | ×    | ×    | ×      | ×      | ×      | ×      | ×    | 중지 |
| 농심배     | 4:1  | ×      | ×    | ×    | 4:1  | 0:1    | ×    | 0:1  | ×    | ×    | ×    | ×    | ×    | ×      | ×      | ×      | ×      | ×    | ×    |

## 같이 보기
- 신민준